# سلف شامل أخير

A 1990 phylogenetic tree linking all major groups of living organisms to the LUCA, based on حمض نووي ريبوزي ريبوسومي sequence data

آخر سلف شامل أخير هو أحدث مجموعة من الكائنات الحية التي تنحدر منها جميع الكائنات الحية التي تعيش الآن على الأرض، وهو السلف المشترك الأحدث في الحياة الحالية على الأرض. لا يُعتقد أن آخر سلف مشترك عالمي هو أول كائنٍ حي على الأرض ولكن فقط واحدٌ من العديد من الكائنات البدائية في حين أنها انقرضت الكائنات الأخرى.
تشير التقديرات إلى أن آخر سلفٍ مشترك عالمي عاش ما بين 3.5 إلى 3.8 مليار سنة في العصر الباليواريشي بعد بضع مئاتٍ من ملايين السنين من أقدم دليلٍ على الحياة على الأرض. عُثِر على حفريات حصيرةٍ جرثومية في الحجر الرملي الذي يعود تاريخه إلى 3.48 مليار عام في غرب أستراليا، بينما عُثِر على الجرافيت الحيوي في صخورٍ رسوبيةٍ متحولةٍ عمرها 3.7 مليار عام في غرب جرينلاند. اقترحت الدراسات الحديثة بشكلٍ مبدئي أدلةً على الحياة منذ 4.28 مليار سنةٍ مضت.
اقترح تشارلز داروين نظرية الأصل المشترك العالمي من خلال عمليةٍ تطوريةٍ في كتابه «أصل الأنواع» في عام 1859، قائلاً: «لذلك يجب أن أستنتج من القياس أن كل الكائنات العضوية التي عاشت على هذه الأرض قد انحدرت من شكلٍ بدائيٍ واحد نُفخت فيه الحياة لأول مرة». قام علماء الأحياء لاحقًا بفصل مشكلة أصل الحياة عن تلك الموجودة في آخر سلفٍ مشتركٍ عالمي.

## مميزات
من خلال تحليل المجموعات المفترضة لنسل آخر سلفٍ مشتركٍ عالمي، يبدو أنه كان كائنًا صغيرًا وحيد الخلية. من المحتمل أن يكون لفائف من الحمض النووي على شكل حلقة تطفو بحرّية داخل الخلية مثل البكتيريا الحديثة. من الناحية الشكلية، لم يكن من المحتمل أن يبرز داخل مجموعةٍ مختلطةٍ من بكتيريا العصر الحديث الصغيرة.
في حين لا يمكن إعادة بناء التشريح الإجمالي لآخر سلفٍ مشترك عالميٍ إلا بقدرٍ كبيرٍ من الشك، يمكن وصف آلياتها الكيميائية الحيوية بشيءٍ من التفصيل استنادًا إلى الخصائص التي تتقاسمها حاليًا جميع الكائنات الحية المستقلة على الأرض.
من المحتمل أن تكون الشفرة الوراثية تعتمد على الحمض النووي مع بروتيناتٍ متعددة مرتبطة بالحمض النووي مثل بروتينات هيستون والتي تُتبع مرة أخرى إلى آخر سلفٍ مشترك ٍعالمي. ومع ذلك، تقترح دراسات أخرى أنه من الممكن تعريف آخر سلفٍ مشتركٍ عالمي كليًا من خلال الحمض النووي الريبي، ويتألف من جينوم هجين من الحمض النووي RNA-DNA)) أو يمتلك دورةً جينيةً شبيهة بفيروس الارتجاع مع وجود الحمض النووي كمستودعٍ جينيٍ ثابت. إذا كان الحمض النووي موجودًا، كان يتألف حصرًا من أربعة نيوكليوتيدات: ديوكسيادينوسين وديوكسي سيتيدين وديوكسيثيميدين وديوكسيغوانوزين.
استفادت سلامة الحمض النووي من مجموعة إنزيمات الصيانة والإصلاح بما في ذلك الحمض النووي توبويزوميراز. إذا كانت الشفرة تعتمد على الحمض النووي، فسيُعبّر عن الشفرة الوراثية الخاصة به عبر حمضٍ نوويٍ ريبي مفرد السلاسل. أُنتج الحمض النووي الريبي بواسطة بوليميريز الحمض النووي الريبي المعتمد على الحمض النووي باستخدام النيوكليوتيدات المشابهة لتلك الموجودة في الحمض النووي باستثناء أن ثيوكسين الحمض النووي النيوكليوتيني استُبدل باليوريدين في الحمض النووي الريبي.
عُبّر عن الشفرة الوراثية في البروتينات التي جُمِعت من الأحماض الأمينية الحرة عن طريق ترجمة الحمض النووي الريبي الرسول عبر آلية الريبوسومات، ونقل الحمض النووي الريبي ومجموعة من البروتينات ذات الصلة. تتألف الريبوسومات من وحدتين فرعيتين 50S كبيرة و 30S صغيرة. كانت كل وحدةٍ فرعية من الريبوسوم مكونة من نواة الريبوسيوم المحاطة ببروتينات الريبوسوم. لعب كلا النوعين من جزيئات الحمض النووي الريبي (الرنا الريبوسومي والرنا الناقل) دورًا هامًا في النشاط الحفزي للريبوسومات.
احتوت الخلية على السيتوبلازم ذو الأساس المائي المحاط بفعالية بواسطة غشاء ثنائي الطبقة الدهنية. تميل الخلية إلى استبعاد الصوديوم وتركيز البوتاسيوم بواسطة ناقلات أيون محددة (أو مضخات أيون). تضاعفت الخلية بتكرار كل محتوياتها متبوعةً بالانقسام الخلوي. استخدمت الخلية العلاج الكيميائي لإنتاج الطاقة، كما أنه يقلل من ثاني أكسيد الكربون والهيدروجين المؤكسد (تكوين الميثان أو التخليق) عن طريق ثيستيل الأسيتيل.
من المحتمل أن يعيش آخر سلفٍ مشتركٍ عالمي في ظروف درجات الحرارة العالية الموجودة في فتحات أعماق البحار الناتجة عن تفاعل مياه المحيط مع الصهارة تحت قاع المحيط.

## فرضيات
عندما افتُرض آخر سلفٍ مشتركٍ عالمي، أشارت كلوغرامات تعتمد على المسافة الوراثية بين الخلايا الحية إلى أن الأركيا تنفصل مبكرًا عن بقية الحياة. استُنتج ذلك من حقيقة أن الآثار القديمة المعروفة في ذلك الوقت كانت شديدة المقاومة للظواهر البيئية مثل الملوحة العالية أو درجة الحرارة أو الحموضة مما دفع بعض العلماء إلى اقتراح أن آخر سلفٍ مشتركٍ عالمي تطور في مناطق مثل فتحات أعماق المحيطات حيث تسود مثل هذه الظواهر المتطرفة اليوم.

### موقع الجذر
إن أكثر شجرة حياةٍ مقبولةٍ بشكلٍ شائع استنادًا إلى العديد من الدراسات الجزيئية لها جذرها بين البكتيريا ذات المجال الأحادي اللون والصلصال الذي تشكله أرتشيا وإوكاريوتا. ومع ذلك، فإن أقليةً صغيرةً جدًا من الدراسات تضع الجذر في المجال البكتيري إما في المصنفات الثابتة للفصيلة أو تنص على أن الفلوركلوروفليسي أساسي للصلب مع الأركيا وكائنات حقيقية النواة وباقي البكتيريا.